# Фрио (округ)
Округ Фрио (англ. Frio County) расположен в США, штате Техас. На 2000 год численность населения составляла 16 252 человек. По оценке бюро переписи населения США в 2009 году население округа составляло 16 156 человек. Окружным центром является город Пирсолл.

## История
Округ Фрио был сформирован в 1858 году.

## География
По данными Бюро переписи населения США, площадь округа Фрио составляет 2934 км².

### Основные шоссе
- Федеральная автострада 35
- Шоссе 57
- Автострада 85
- Автострада 173

### Соседние округа
- Медина  (север)
- Атаскоса  (восток)
- Ла-Салл  (юг)
- Диммит  (юго-запад)
- Завала  (запад)

## Демография
По данным переписи населения 2000 года в округе проживало 16 252 жителей. Среди них 26,9 % составляли дети до 18 лет, 11,7 % люди возрастом более 65 лет. 45,0 % населения составляли женщины.
Национальный состав был следующим: 92,4 % белых, 5,6 % афроамериканцев, 0,8 % представителей коренных народов, 0,7 % азиатов, 74,3 % латиноамериканцев. 0,4 % населения являлись представителями двух или более рас.
Средний доход на душу населения в округе составлял $16069. 28,2 % населения имело доход ниже прожиточного минимума. Средний доход на домохозяйство составлял $31072.
Также 57,7 % взрослого населения имело законченное среднее образование, а 8,4 % имело высшее образование.